# Miljanovci (Usora)
Pour les articles homonymes, voir Miljanovci.
Miljanovci (en cyrillique : Миљановци) est un village de Bosnie-Herzégovine. Il est situé dans la municipalité d'Usora, dans le canton de Zenica-Doboj et dans la fédération de Bosnie-et-Herzégovine. Selon les premiers résultats du recensement bosnien de 2013, il compte 21 habitants.
Avant la guerre de Bosnie-Herzégovine, le village faisait entièrement partie de la municipalité de Tešanj ; après la guerre, son territoire a été partiellement rattaché à la municipalité d'Usora nouvellement créée. Une autre partie de son territoire a été rattachée à la municipalité de Doboj, intégrée à la république serbe de Bosnie.

## Démographie

### Évolution historique de la population dans la localité
| 1948 | 1953 | 1961  | 1971  | 1981  | 1991  | 2013 |
| ---- | ---- | ----- | ----- | ----- | ----- | ---- |
| -    | -    | 1 720 | 2 388 | 3 110 | 1 060 | 21   |

|  |